# Yahya Abdul-Mateen II
Yahya Abdul-Mateen II (New Orleans, 15 luglio 1987) è un attore statunitense.

## Biografia
Nato nel 1987 a New Orleans, Louisiana, da padre musulmano e madre cristiana, ha trascorso la sua vita a New Orleans per poi trasferirsi a Oakland, in California. Si è laureato in architettura presso l'Università della California, Berkeley. Dopo la laurea ha lavorato per l'ufficio urbanistica della città di San Francisco, ma ha sempre avuto il desiderio di diventare attore, e perciò ha studiato recitazione presso la Master of Fine Arts della Yale School of Drama e ha lavorato in alcune produzioni teatrali.
Debutta come attore nel 2016, interpretando il ruolo Clarence "Cadillac" Caldwell nella serie televisiva The Get Down, ideata da Baz Luhrmann per Netflix. Al cinema ottiene il suo primo ruolo nel dramma indipendente The Vanishing of Sidney Hall, presentato al Sundance Film Festival 2017. Sempre nel 2017 ottiene un ruolo nella commedia d'azione Baywatch, al fianco di Dwayne Johnson e Zac Efron. Nello stesso anno recita nel film musicale The Greatest Showman, incentrato sulla vita dell'imprenditore circense P. T. Barnum.
Abdul-Mateen ottiene il ruolo del villain Black Manta nel sesto film del DC Extended Universe dedicato al personaggio di Aquaman, uscito nel 2018. Nel 2019, nella miniserie televisiva Watchmen, ideata da Damon Lindelof per HBO, Abdul-Mateen II ha interpretato Cal Abar, il quale, in seguito, si rivela essere il Dottor Manhattan. Nel 2019 ha ottenuto il ruolo di Anthony McCoy, il protagonista del film horror Candyman (sequel diretto del primo capitolo della serie cinematografica, Candyman - Terrore dietro lo specchio), diretto da Nia DaCosta, uscito nelle sale il 27 agosto 2021. Nello stesso anno ha interpretato Morpheus, prendendo il posto di Laurence Fishburne, nel film Matrix Resurrections, diretto da Lana Wachowski. Nel 2023 riprende il ruolo di Black Manta nel film Aquaman e il regno perduto, uscito nelle sale cinematografiche il 22 dicembre.

## Filmografia

### Cinema
- Crescendo, regia di Nican Robinson (2012) - cortometraggio
- The Vanishing of Sidney Hall, regia di Shawn Christensen (2017)
- Baywatch, regia di Seth Gordon (2017)
- The Greatest Showman, regia di Michael Gracey (2017)
- Il primo match (First Match), regia di Olivia Newman (2018)
- Un viaggio stupefacente (Boundaries), regia di Shana Feste (2018)
- Aquaman, regia di James Wan (2018)
- Noi (Us), regia di Jordan Peele (2019)
- All Day and a Night, regia di Joe Robert Cole (2020)
- Il processo ai Chicago 7 (The Trial of the Chicago 7), regia di Aaron Sorkin (2020)
- Candyman, regia di Nia DaCosta (2021)
- Matrix Resurrections (The Matrix Resurrections), regia di Lana Wachowski (2021)
- Ambulance, regia di Michael Bay (2022)
- Aquaman e il regno perduto (Aquaman and the Lost Kingdom), regia di James Wan (2023)

### Televisione
- The Get Down – serie TV, 11 episodi (2016-2017)
- The Handmaid's Tale – serie TV, 1 episodio (2018)
- Black Mirror – serie TV, episodio 5x01 (2019)
- Watchmen – miniserie TV, 8 episodi (2019)
- Wonder Man – miniserie TV (2025)

## Doppiatori italiani
Nelle versione in italiano delle opere in cui ha recitato, Yahya Abdul-Mateen II è stato doppiato da:
- Jacopo Venturiero in Baywatch, Aquaman, Watchmen, Il processo ai Chicago 7, Candyman, Matrix Resurrections, Aquaman e il regno perduto
- Alberto Angrisano in The Get Down, Noi, Ambulance
- Massimo Bitossi in Black Mirror, All Day and a Night
- Federico Campaiola in The Greatest Showman
- Francesco De Francesco ne Il primo match

## Riconoscimenti
- Critics' Choice Movie Awards
  - 2021 – Miglior cast corale per Il processo ai Chicago 7[4]
- Critics' Choice Super Awards
  - 2021 – Miglior attore in un film horror per Candyman[5]
- Drama League Awards
  - 2023 – Candidatura alla miglior performance per Topdog/Underdog[6]
- Premio Emmy
  - 2020 – Miglior attore non protagonista in una miniserie o film per Watchmen[7]
- Screen Actors Guild Awards
  - 2021 – Miglior cast cinematografico per Il processo ai Chicago 7[8]
- Theatre World Awards
  - 2023 – Miglior debutto in una produzione di Broadway o Off-Broadway per Topdog/Underdog[9]
- Tony Awards
  - 2023 – Candidatura al miglior attore protagonista in un'opera teatrale per Topdog/Underdog[10]